# Élections parlementaires kényanes de 2017
Les élections parlementaires kényanes de 2017 ont lieu le 8 aout 2017 afin de renouveler pour cinq ans les membres des deux chambres du parlement du Kenya : l'Assemblée nationale et le Sénat. Une élection présidentielle est organisée simultanément.

## Système électoral
Le Kenya est doté d'un parlement bicaméral dont les deux chambres sont toutes deux renouvelées intégralement tous les cinq ans, mais selon des modalités différentes. 
L'Assemblée nationale est composée de 350 sièges dont 337 pourvus au suffrage direct uninominal à un tour. Sur ce total, 290 sièges sont pourvus dans autant de circonscriptions électorales couvrant l'ensemble du pays, tandis que 47 sièges réservés aux femmes le sont dans des circonscriptions correspondant aux 47 comtés du Kenya. A ces députés directement élus s'ajoutent 12 autres nommés par les partis. Répartis entre ces derniers en proportion de leur part des sièges pourvus au suffrage direct, ils sont nommés de manière à assurer une représentation aux jeunes, aux handicapés et aux travailleurs. Enfin, le président de l'assemblée est élu ex officio par les députés et en devient membre de droit,. 
Le Sénat est composé de 68 sièges dont 47 pourvus au suffrage direct uninominal à un tour dans un même nombre de circonscriptions correspondant aux 47 comtés. Vingt autres sièges sont répartis aux partis en proportion de leur part des sièges pourvus au suffrage direct, dont seize réservés aux femmes, deux aux jeunes et deux autres aux handicapés, à raison d'un jeune et d'un handicapé de chacun des deux sexes. Enfin, le président du Sénat est élu ex officio par les députés et en devient membre de droit,.